# Rada Miejska (Izrael)
Rada Miejska jest to izraelski, oficjalny organ władz samorządowych zarządzający dużymi miasta.
Status Rady Miasta jest często decydowany przez Ministra Spraw Wewnętrznych który decyduje o możliwość założenia Rady Miasta. Najczęściej Radę Miasta posiadają samorządy lokalne, które posiadają co najmniej 20,000 mieszkańców oraz status miejscowości w skład której wchodzą dzielnice: mieszkalne, handlowe oraz dzielnica przemysłowa.